# Корецкий, Александр Владимирович
Алекса́ндр Влади́мирович Коре́цкий (28 апреля 1940, Иваньки — 13 июля 2016, Москва) — советский и российский учёный-механик. Кандидат технических наук, доцент кафедры теоретической механики и мехатроники НИУ «МЭИ»; работал в области теоретической механики, аэрогидродинамики, гироскопии, мехатроники, создания компьютерных обучающих средств.

## Биография
Родился 28 апреля 1940 года на Украине, в селе Иваньки Маньковского района (тогда входил в состав Киевской, а с 1954 года — в составе Черкасской области). Отец — Владимир Андреевич Корецкий (1902—1943), главный инженер сахарного завода (погиб на фронте во время Великой Отечественной войны, будучи лейтенантом 674-го гаубичного артиллерийского полка 11-й артиллерийской дивизии, командиром батареи); мать — Валентина Ивановна Сичкаренко (1907—1982), инженер-химик, специалист по производству сахара. Детство Александра Корецкого прошло в городе Смела, где он окончил среднюю школу.
В 1960—1965 годах учился на механико-математическом факультете Московского государственного университета имени М. В. Ломоносова и окончил его по кафедре аэромеханики. Преддипломную практику проходил в КБ Миля, и темой дипломной работы А. В. Корецкого стал расчёт аэродинамических характеристик лопасти винта вертолёта в неустановившемся потоке.
С 1965 года до конца жизни работал на кафедре теоретической механики (в 2010 году переименована в кафедру теоретической механики и мехатроники)  Московского энергетического института (МЭИ). Многие годы он читал лекции и вёл практические занятия по курсам «Теоретическая механика», «Механика», «Вычислительная механика», «Вычислительные методы компьютерного моделирования в механике», «Численные методы в робототехнике», руководил курсовыми и дипломными работами студентов. В 1983 году под научным руководством Ю. Г. Мартыненко защитил кандидатскую диссертацию (тема — «Влияние погрешностей формы ротора на точность электростатического гироскопа»). С 1991 года имел учёное звание доцента.
С 1965 года женат на Людмиле Сергеевне Корецкой (урождённая Скрябина, 1942 года рождения; по профессии — филолог и библиограф). Сын — Сергей Александрович Корецкий, 1966 года рождения, инженер.
Скончался 13 июля 2016 года в Москве; причиной смерти стали метастазы в печень — результат рака мочевого пузыря. Похоронен на Перепечинском кладбище (участок 106).

## Научная деятельность
В сферу научных интересов А. В. Корецкого входили: механика неустановившихся движений несжимаемой жидкости, динамика гироскопов с электростатическим подвесом, задачи управления движением манипуляционных и мобильных роботов, вычислительная механика, компьютерное моделирование систем взаимосвязанных твёрдых тел, применение компьютерных технологий в преподавании теоретической механики. За вклад в создание обучающих компьютерных программ был удостоен золотой медали ВВЦ.
В 1990-е годы А. В. Корецким совместно с Н. В. Осадченко были созданы несколько обучающих компьютерных программ по теоретической механике: обучающие программы stevin по статике систем твёрдых тел и robby по кинематике плоскопараллельного движения систем твёрдых тел (позднее заменена своей модифицированной и усовершенствованной версией robby2), а также моделирующие программы (dp, dr, dm, dk, rodina) по различным разделам динамики, которые работали под управлением DOS (позже появились Windows-версии некоторых из этих программ) и позволяли студенту практиковаться в решении учебных задач и выполнять достаточно сложные расчётные задания (требующие, например, решить систему линейных алгебраических уравнений высокого порядка или выполнить численное интегрирование системы нелинейных дифференциальных уравнений; в основу большинства таких расчётных заданий легли типовые расчёты из учебного пособия И. В. Новожилова и М. Ф. Зацепина). Отличительная особенность данных программ — интерактивный режим работы, при котором студенту вместо выбора ответов из готового списка предлагается вводить аналитические формулы или выражения, правильность которых проверяет программа (позднее Ю. Г. Игнатьев предложил называть компьютерные обучающие средства с такими возможностями «системами аналитического тестирования»).
Данные обучающие программы не требовали от студента каких-либо познаний в программировании, отличались интуитивно понятным интерфейсом, близостью используемого способа записи формул к общематематическому, продуманной организацией диалога между обучающимся и программой, что позволяло студенту в полной мере справиться с поставленной задачей, развивая при этом своё творческое мышление. Эти программы нашли применение как в МЭИ, так и ряде других вузов. Начатые А. В. Корецким и Н. В. Осадченко (а также Ю. Ф. Голубевым, В. Е. Павловским и др.) работы в области создания компьютерных обучающих средств по теоретической механике в дальнейшем получили продолжение и развитие на базе использования сетевых технологий и возможностей специализированных математических пакетов типа Maple, MathCAD, Mathematica.

## Публикации
А. В. Корецкий — автор 63 печатных научных работ. Среди них:

### Отдельные издания
- Корецкий А. В., Осадченко Н. В. . Компьютерное моделирование кинематики манипуляционных роботов. — М.: Изд-во МЭИ, 2000. — 48 с.
- Корецкий А. В., Кузнецов А. А., Осадченко Н. В. . Решение задач динамики на персональном компьютере. — М.: Изд-во МЭИ, 2006. — 68 с.
- Корецкий А. В., Осадченко Н. В. . Решение расчётных заданий по статике с применением компьютера. — М.: Изд-во МЭИ, 2013. — 76 с.
- Корецкий А. В., Осадченко Н. В. . Решение расчётных заданий по кинематике с применением компьютера. — М.: Изд-во МЭИ, 2016. — 56 с.

### Некоторые статьи
- Логов И. Л., Корецкий А. В.  Некоторые геометрические характеристики потенциальных полей при внезапном расширении // Известия вузов. Машиностроение. — 1972. — № 8. — С. 77—80.
- Корецкий А. В. . Об одном примере расчёта неустановившегося истечения несжимаемой жидкости // Труды Моск. энерг. ин-та. Вып. 246. Механика твёрдого тела и жидкости, теория механизмов и машин, детали машин. — М.: МЭИ, 1975. — С. 18—26.
- Логов И. Л., Корецкий А. В. . К расчёту неустановившегося движения несжимаемой жидкости на местном гидравлическом сопротивлении // Труды Моск. энерг. ин-та. Вып. 246. Механика твёрдого тела и жидкости, теория механизмов и машин, детали машин. — М.: МЭИ, 1975. — С. 31—37.
- Корецкий А. В., Мартыненко Ю. Г. . Влияние шероховатости поверхности ротора на точность электростатического гироскопа // Труды Моск. энерг. ин-та. Вып. 546. Исследование и проектирование электромеханических устройств гироинерционных систем. — М.: МЭИ, 1981. — С. 10—15.
- Мартыненко Ю. Г., Корецкий А. В.  Влияние радиуса ротора на точность электростатического гироскопа // Известия вузов. Приборостроение. — 1982. — Т. 25, № 8. — С. 64—68.
- Корецкий А. В. . О коэффициентах несферичности формы ротора электростатического гироскопа // Труды Моск. энерг. ин-та. Вып. 573. Задачи механики управляемых систем и методы их исследования. — М.: МЭИ, 1982. — С. 27—31.
- Александров А. М., Брюшков В. Г., Корецкий А. В., Мартыненко Ю. Г. . Уход электростатического гироскопа, вызываемый упругими деформациями ротора // Проблемы электромеханики гироскопических устройств: Межвузовский тематический сборник № 14. — М.: МЭИ, 1983. — С. 16—22.
- Корецкий А. В., Мартыненко Ю. Г.  Определение вероятностных характеристик возмущающих моментов в гироскопах с электростатическим подвесом // Известия АН СССР. Механика твёрдого тела. — 1983. — № 3. — С. 4—11.
- Мартыненко Ю. Г., Корецкий А. В., Грачёв С. Н. . Электростатический подвес шарового сегмента // Математическое моделирование динамики управляемых систем, машин и механизмов: Сборник научных трудов № 217. — М.: МЭИ, 1989. — С. 6—15.
- Корецкий А. В. . Расчёт жёсткости сферического датчика моментов // Труды Моск. энерг. ин-та. Вып. 655. Математическое моделирование динамики управляемых систем, машин и механизмов. — М.: Изд-во МЭИ, 1991. — С. 17—22.
- Корецкий А. В., Осадченко Н. В. . Статический и кинематический анализ манипуляционных роботов на базе теории винтов // Автоматическое управление и интеллектуальные системы: Межвузовский сборник научных трудов. — М.: Моск. гос. ин-т радиотехники, электроники и автоматики (технич. ун-т), 1996. — 164 с. — ISBN 5-7339-0057-1. — С. 114—119.
- Корецкий А. В., Осадченко Н. В. . Метод винтов и решение на ЭВМ задач кинематического анализа манипуляционных роботов // Тезисы докладов международной конференции “Информационные средства и технологии” (Москва, 22—24 октября 1996 г.). Т. 2. — М.: Изд-во “Станкин”, 1996. — 235 с. — С. 48—53.
- Корецкий А. В., Осадченко Н. В., Погорелов Д. Ю. . Практика моделирования робототехнических систем средствами программного комплекса “Универсальный механизм” // Тезисы докладов международной конференции “Информационные средства и технологии” (Москва, 22—24 октября 1996 г.). Т. 2. — М.: Изд-во “Станкин”, 1996. — 235 с. — С. 54—59.
- Кирсанов М. Н., Корецкий А. В., Осадченко Н. В., Кузнецов А. А. . Учебно-методический комплекс “Теоретическая механика” // Информатизация инженерного образования. Электронные образовательные ресурсы МЭИ / Под ред. С. И. Маслова. — М.: Изд-во МЭИ, 2005. — С. 29—32.
- Заборская Н. В., Корецкий А. В. . Моделирование движения марсохода типа «Spirit» // Современное общество, образование и наука: сборник научных трудов по материалам Междунар. науч.-практ. конф. (Тамбов, 31 марта 2015 г.). Ч. 9. — Тамбов: ООО «Консалтинговая компания Юком», 2015. — С. 45—53.
- Киселёва А. В., Корецкий А. В. . Анализ движения робота на линии в окрестности опор высоковольтных ЛЭП // Trends in Applied Mechanics and Mechatronics. Т. 1 / Под ред. М. Н. Кирсанова. — М.: ИНФРА-М, 2015. — 120 с. — (Научная мысль). — ISBN 978-5-16-011287-9. — С. 70—82.
- Корецкий А. В., Созинова Е. Л. . Обратная задача кинематики и прямая задача динамики о вертикальном подъёме груза четырёхзвенным манипулятором // Trends in Applied Mechanics and Mechatronics. Т. 1 / Под ред. М. Н. Кирсанова. — М.: ИНФРА-М, 2015. — 120 с. — (Научная мысль). — ISBN 978-5-16-011287-9. — С. 90—99.